# Вера Рубін
Вера (або Віра) Рубін (англ. Vera Florence Cooper Rubin; 23 липня 1928 — 25 грудня 2016) — американська астрономка, чиї дослідження швидкості обертання галактик стали однією з перших вказівок на існування темної матерії.
Народилася в США в сім'ї єврейських емігрантів із Російської імперії. Навчалась в бакалавраті Вассар-коледжу, в магістратурі Корнелльського університету та в аспірантурі Джорджтаунського університету. Ще під час навчання одружилась з математиком Робертом Джошуа Рубіним і на початку своєї наукової кар'єри народила чотирьох дітей, які всі згодом стали науковцями. В магістратурі й аспірантурі Рубін спостерігала відхилення руху галактик від закону Габбла й надала докази існування галактичних надскупчень. Науковим керівником її дисертації був Георгій Гамов.
Під впливом Джеффрі та Маргарет Бербіджів зацікавилась обертанням галактик. За допомогою спектрографа, який сконструював для неї Кент Форд, вона виміряла криві обертання багатьох галактик і виявила систематичну розбіжність між передбачуваною та спостережуваною швидкістю їх обертання: галактики обертались так швидко, ніби їхня маса в багато разів перевищувала сумарну масу зір, з яких вони складені. Зараз цю розбіжність пояснюють наявністю в галактиках темної матерії або модифікованою ньютонівською динамікою.
Здобула багато наукових нагород: медаль Брюса, Золоту медаль Королівського астрономічного товариства, Національну наукову медаль США та інші. Активно відстоювала права жінок у науці. В «Нью-Йорк таймс» її науковий доробок описали як «початок змін коперниканського масштабу» в космологічній теорії. На її честь названо Обсерваторію Вери Рубін у Чилі.

## Біографія

### Дитинство
Вера Флоренс Купер народилася у Філадельфії в єврейській сім'ї. Її батько, інженер Піт Купер, народився під ім'ям Пейсах Кобчевський у Вільнюсі в родині рукавичника й емігрував із батьками в Нью-Йорк. А мати, Роза Апельбаум, народилась у сім'ї кравця і єврейської емігрантки з Бессарабії. Батько Вери працював інженером-електриком в Bell Telephone, мати до одруження працювала в тій самій компанії, там вони й познайомились. Старша сестра Вери, Рут Купер Берг, стала адвокаткою, а згодом суддею з адміністративного права в Міністерстві оборони США. Упродовж життя Вера Рубін залишалась юдейкою, але не вбачала конфлікту між наукою та релігією.
У 1938 році Купери переїхали до Вашингтона, де десятирічна Вера зацікавилася астрономією, спостерігаючи зорі зі свого вікна. «У ранньому віці я вирішила, що ми живемо в дуже цікавому світі», — згадувала вона. Разом із батьком вона побудувала простий телескоп із картону та почала спостерігати та відстежувати метеори. Вона навчалася у середній школі Куліджа, яку закінчила 1944 року.

### Освіта й одруження
Вера мріяла здобути вищу освіту в Вассар-коледжі (тоді це був суто жіночий коледж), надихаючись прикладом першої американської астрономки Марії Мітчелл, яка колись була там професоркою. Вона відкинула пораду свого шкільного вчителя природознавства відмовитись від наукової кар'єри та стати художницею. У коледжі вона належала до студентського товариства Фі Бета Каппа. 1948 року вона закінчила коледж та здобула ступінь бакалавра астрономії, ставши єдиною випускницею з астрономії того року. Вона намагалася вступити до аспірантури в Принстон, але їй не дозволили це зробити через її стать. Принстон не приймав жінок до аспірантури з астрономії аж до 1975 року.
У 1948 році вона одружилась з математиком Робертом Джошуа Рубіним, аспірантом Корнелльського університету. У подружжя народилось четверо дітей, які всі з часом здобули ступені докторів філософії та стали науковцями: Девід (нар. 1950 р.) став геологом із Геологічної служби США, Джудіт Янг (1952—2014) — астрономкою в Університеті Массачусетсу, Карл (нар. 1956 р.) — математиком у Каліфорнійському університеті в Ірвайні, а Аллан (нар. 1960) — геологом у Принстонському університеті. Перші діти народились, поки Вера Рубін ще навчалась у магістратурі й аспірантурі. Пізніше діти Рубін згадували, що їхня мати зробила наукове життя цікавим і веселим, що надихнуло їх самих стати вченими.
Рубін вступила до Корнелльського університету, в якому навчався в аспірантурі її чоловік, та здобула ступінь магістра в 1951 році. Під час навчання в аспірантурі вона досліджувала рух 109 галактик і однією з перших виявила відхилення їхнього руху від закону Габбла (віддалення галактик однієї від одної зі швидкістю, пропорційній відстані між ними). Вона працювала з астрономкою Мартою Карпентер над галактичною динамікою та навчалася у Філіпа Моррісона, Ганса Бете та Річарда Фейнмана. Хоча висновок, до якого прийшла Рубін, — про орбітальний рух галактик навколо певного полюса, — пізніше був спростований, ідея про те, що галактики рухаються, виправдалася та спонукала до подальших досліджень. Її дослідження також дали перші докази існування надгалактичної площини. Результати її досліджень були надзвичайно суперечливими. Рубін домоглась того, щоб їй дозволили представити свою роботу в Американському астрономічному товаристві, хоч вона була на пізньому терміні вагітності і не була членкою товариства. За її спогадами, доповідь отримала суто негативні відгуки, і статтю не опублікували.
Для навчання в аспірантурі Рубін повернулась до Вашингтона і вступила до Джорджтаунського університету — єдиного університету в місті, який присуджував ступені з астрономії. На початок аспірантури їй було 23 роки, у неї біла маленька дитина, і вона знову була вагітною. В університеті вона відвідувала заняття Френсіса Гейдена, який порекомендував її Георгію Гамову з сусіднього Університету Джорджа Вашингтона; вчений зрештою став науковим керівником її дисертації. Згодом вона так відгукувалася про Гамова: «Він не вмів ані писати, ані рахувати. Він не відразу сказав би вам, скільки буде 7×8. Але його розум був здатний осягнути Всесвіт». Дисертація Рубін, завершена в 1954 році, доводила, що галактики не випадково розподілені у Всесвіті, а утворюють великомасштабну структуру. Ця суперечлива ідея не отримала незалежних підтверджень протягом ще двох десятиліть.

### Початок наукової кар'єри
Після захисту дисертації протягом року Рубін працювала викладачкою математики та фізики в Монтгомері-коледжі. З 1955 по 1965 рік вона працювала в Джорджтаунському університеті науковою співробітницею з астрономії, викладачкою (1959—1962), а потім професоркою-асистенткою з астрономії (1962—1965). Зрештою, у 1965 році вона перейшла на роботу до Інституту Карнегі у Вашингтоні, у відділ земного магнетизму. Там вона познайомилася з Кентом Фордом, спеціалістом з виготовлення інструментів, з яким після цього співпрацювала багато років. Оскільки в неї були маленькі діти, вона виконувала більшість своєї роботи вдома.

У 1963 році Рубін розпочала співпрацю з Джеффрі та Маргарет Бербіджами, яка тривала рік, і за цей час науковиця за допомогою 82-дюймового телескопа обсерваторії Макдональда зробила свої перші спостереження обертання галактик. 1965 року Рубін подала заявку на спостереження в Паломарській обсерваторії і стала першою жінкою, якій дозволили самостійно спостерігати в цій обсерваторії.

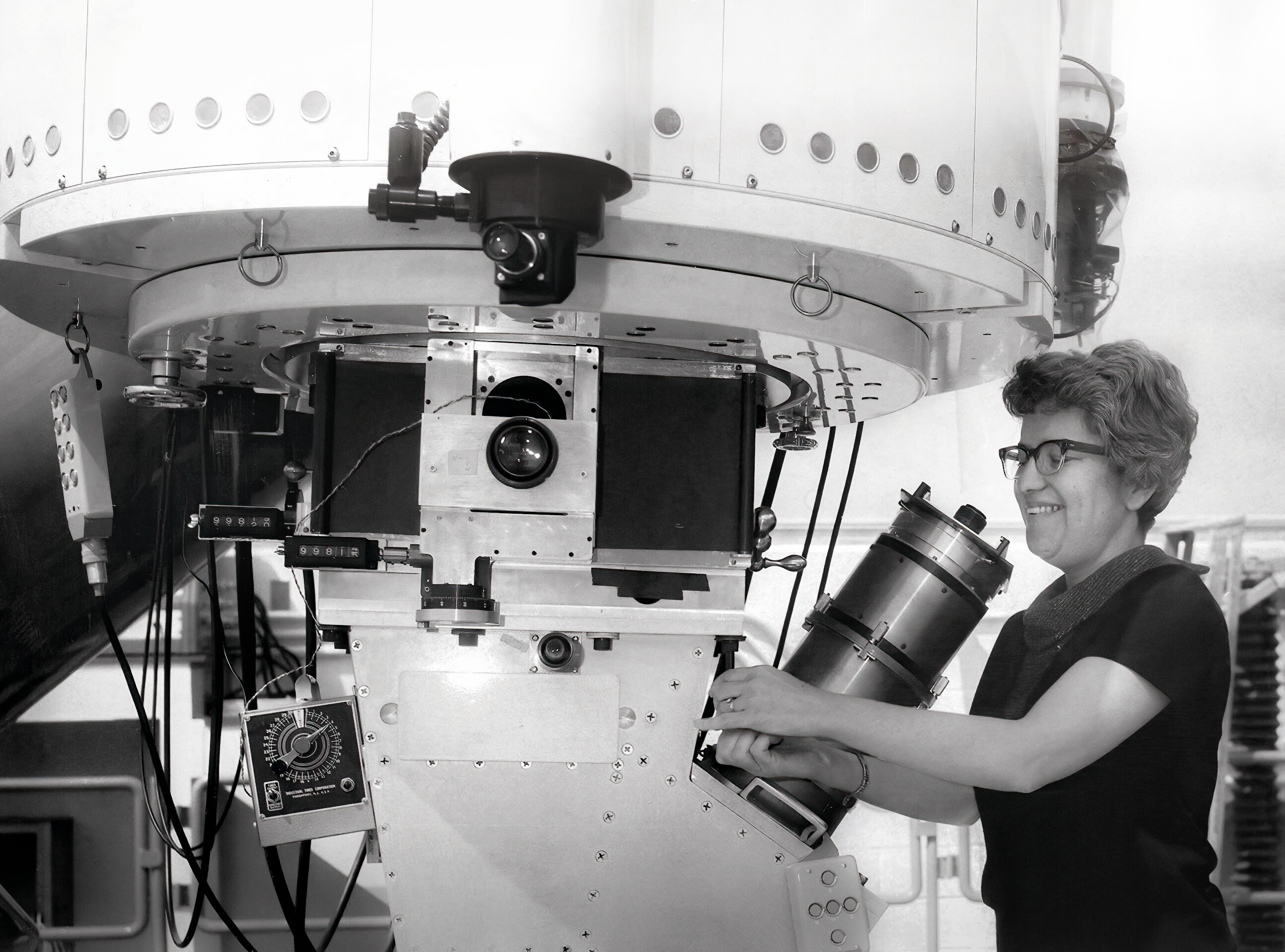
Рубін у 1963 році з 36-дюймовим телескопом Обсерваторії Кітт-Пік із прикріпленим спектрографом Кента Форда

 В Інституті Карнегі Рубін розпочала спільну з Фордом роботу, пов’язану зі своєю суперечливою тезою про скупчення галактик, виконавши сотні спостережень за допомогою спектрографа Форда з електронною трубкою. Цей підсилювач зображення дозволяв розрізняти спектри астрономічних об'єктів, які раніше були занадто тьмяними для спектрального аналізу. Результатом цих досліджень спіральних галактик стало відкриття ефекту Рубін–Форда — видимої анізотропії у розширенні Всесвіту на масштабі 100 млн св. р. Ідею пекулярного руху такого масштабу, вперше опубліковану в 1976 році, в той час вважали дуже суперечливою тезою. Зараз цей видимий пекулярний рух вважають радше спостережним упередженням, ніж реальним фізичним ефектом. Рубін та Форд також короткий час вивчали квазари, які були відкриті в 1963 році й одразу стали популярною темою досліджень.

### Криві обертання галактик
Бажаючи уникнути суперечливих областей астрономії, як-то квазари та рух галактик, Рубін стала вивчати обертання та зовнішні межі галактик. Зацікавлення цією темою виникло у неї під впливом співпраці з Бербіджами. Вона досліджувала криві обертання спіральних галактик, вивчаючи речовину на їхній периферії. Науковиця спостерігала плоскі криві обертання: найвіддаленіші компоненти галактики рухалися з такою ж швидкістю, як і близькі до центру. Крім того, вона виявила розбіжність між передбачуваним обертанням галактик на основі видимого світла та спостережуваним обертанням. Її дослідження показали, що спіральні галактики обертаються достатньо швидко, щоб розлетітися, якби їх утримувала тільки гравітація зір, що їх складають. Оскільки галактики залишаються гравітаційно зв'язаними об'єктами, їх має утримувати якась велика кількість невидимої маси. Ця загадка стала відома під назвою «проблема обертання галактик».

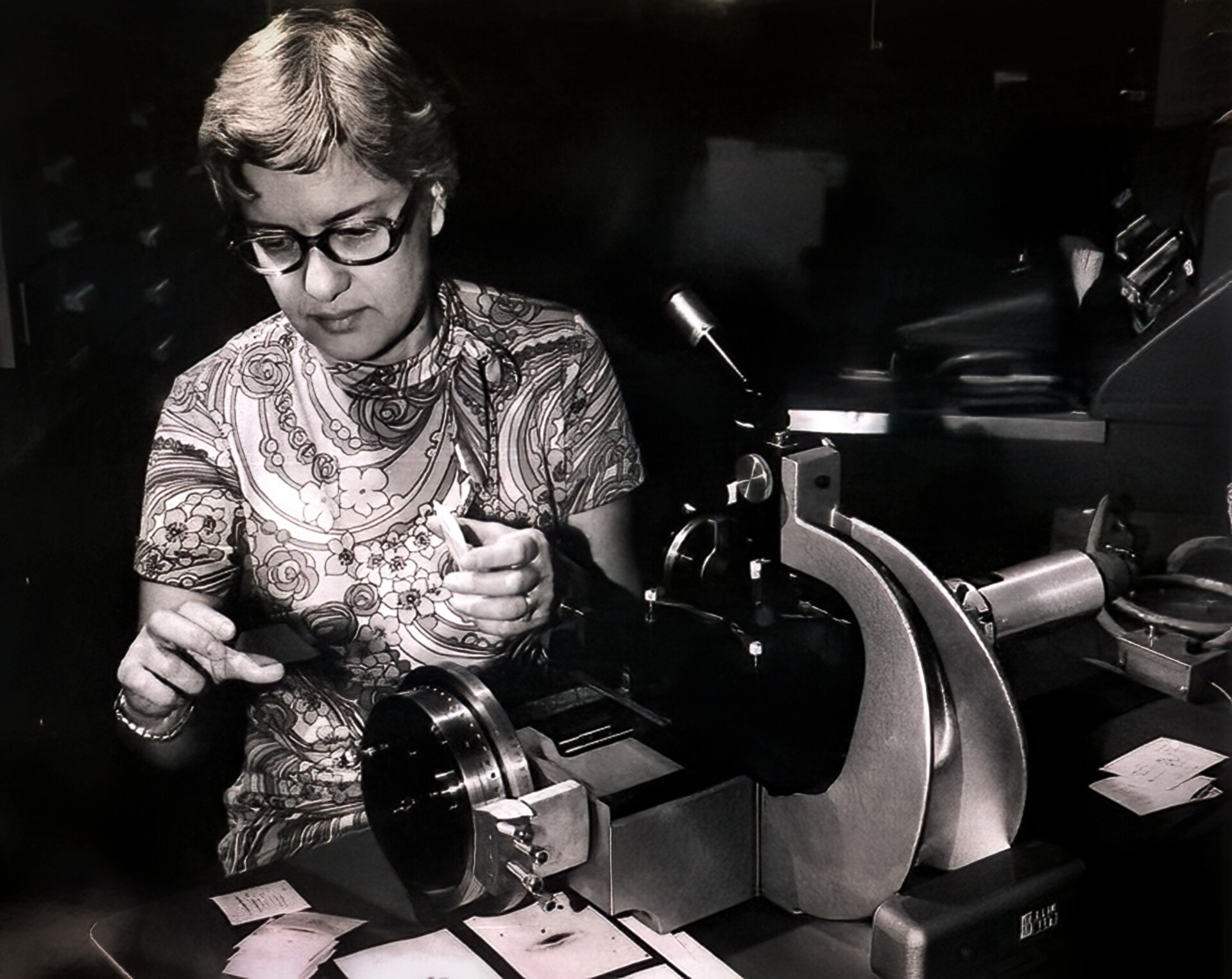
Рубін вимірює спектри в Інституті Карнегі у Вашингтоні, 1974 рік

Результати Рубін стали використовувати як доказ того, що спіральні галактики оточені гало темної матерії. Розрахунки Рубін показали, що галактики повинні містити принаймні в п'ять-десять разів більше маси, ніж можна спостерігати безпосередньо на основі світла, випромінюваного зорями. Результати Рубін були підтверджені в наступні десятиліття і стали важливим аргументом на користь теорії темної матерії, вперше запропонованої Фріцем Цвіккі в 1930-х роках. Іншими важливими аргументами за темну матерію пізніше стали дослідження космічного мікрохвильового фону та гравітаційних лінз. Втім Рубін не виключила альтернативи до темної матерії, також натхненні її дослідженнями, і модифікована ньютонівська динаміка здавалась їй цікавішим і захопливішим розв'язком проблеми обертання галактик, ніж темна матерія, складена з якогось нового типу елементарних частинок.
Ще однією сферою інтересів Рубін було явище зустрічного обертання в галактиках. Вона відкрила, що в деяких галактиках частина зір і газу можуть обертатись у напрямку, протилежному обертанню решти галактики. Це відкриття стало важливим свідченням злиття галактик та допомогло краще зрозуміти процеси утворення та еволюції галактик.
Рубін представила свій погляд на історію досліджень руху галактик у 2000 році в огляді «Сто років обертання галактик» у журналі Publications of the Astronomical Society of the Pacific. Це була адаптація лекції, яку вона прочитала в 1996 році після отримання Золотої медалі Лондонського королівського астрономічного товариства. Науковиця стала другою жінкою, нагородженою цією медаллю, після Кероліни Гершель (1828).

### Останні роки
На початку 2000-х років Вера Рубін ще продовжувала активно займатись науковою роботою, і у 2013 році ще виходили статті за її участю. 2008 року помер Роберт Джошуа Рубін, чоловік Вери Рубін, з яким вони прожили разом близько 60 років. Вера Рубін померла у ніч на 25 грудня 2016 року від ускладнень, пов'язаних із деменцією.

## Боротьба за права жінок в науці

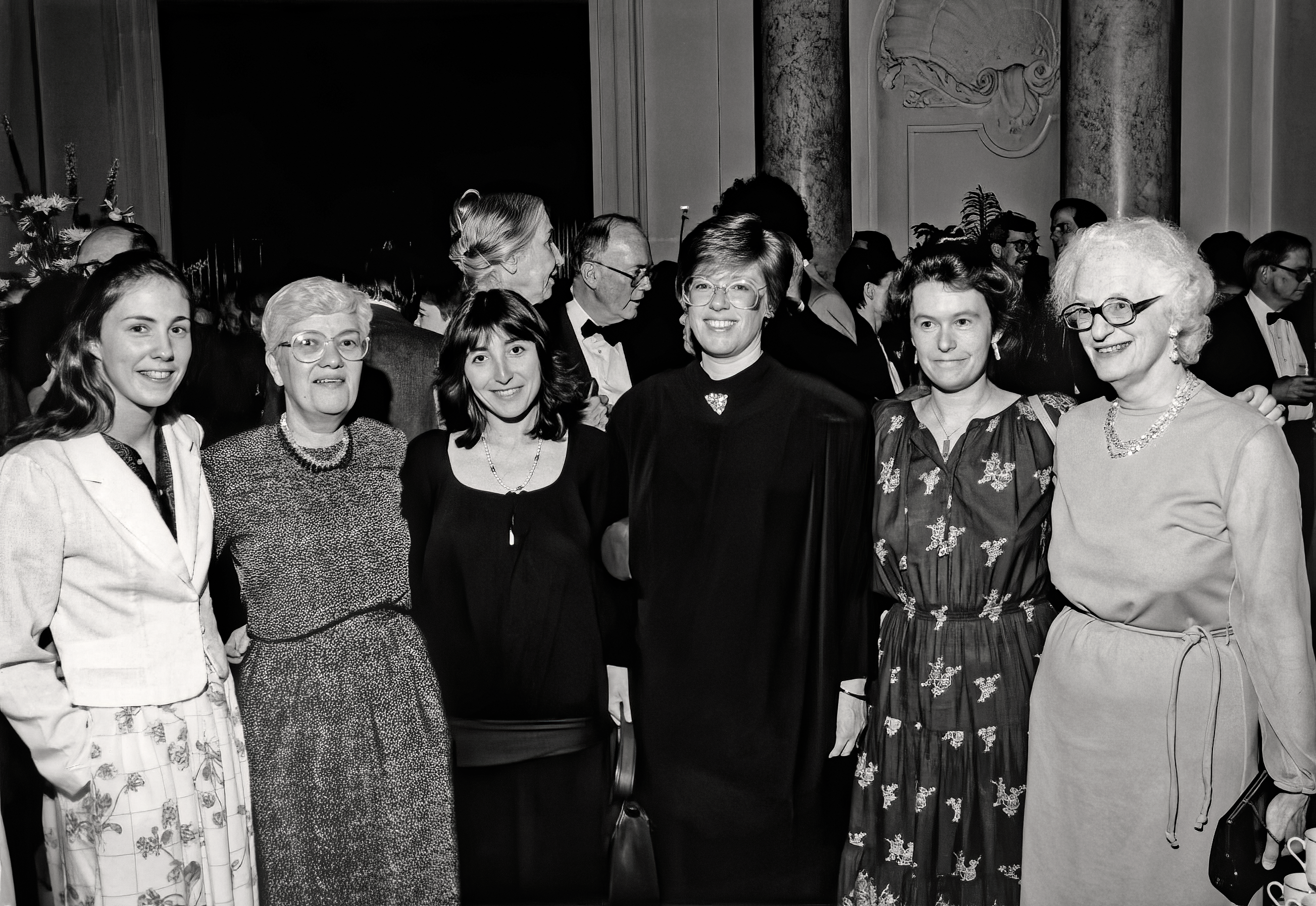
Відомі астрономки: Вера Рубін (2-а зліва), Венді Фрідман (3-я), Сандра Фабер (4-а), Ненсі Роман (6-а). 1988 рік

Протягом життя Рубін стикалася з багатьма обмеженнями через її стать: як дрібними, так і принциповими. Заборона жінкам навчатись в аспірантурі в Принстоні завадила їй вступити туди до аспірантури. В аспірантурі Рубін не могла зустрічатися зі своїм науковим керівником Георгієм Гамовим у його кабінеті, оскільки жінкам було заборонено входити в ту частину католицького університету. Щоб мати можливість проводити спостереження в Паломарській обсерваторії, вона мусила з власної ініціативи оголосити одну з чоловічих вбиралень жіночою.
Впродовж своєї кар'єри Рубін боролась за права жінок у науці. Разом з Маргарет Бербідж вона виступала за те, щоб більше жінок обрали до Національної академії наук США та до рецензійних комісій, хоч попри цю боротьбу вона так і залишилась незадоволеною малою кількістю жінок, яких обирали щороку. Сандра Фабер і Нета Бакал описали Рубін як одну з астрономок, які проклали шлях для інших жінок у цій галузі, і як «путівне світло» для тих, хто бажав мати сім'ю та зробити кар'єру в астрономії.

## Нагороди й відзнаки
Рубін не була нагороджена Нобелівською премією, хоча фізикиня Ліза Рендалл та астрономка Емілі Левеск стверджували, що це було помилкою. Втім її нагородили багатьма іншими нагородами й відзнаками:
- Членка Національної академії наук США (1981)[29][44][63] (друга астрономка в Національній академії наук після Маргарет Бербідж[29])
- Членка Папської академії наук[44][64]
- Членка Американського філософського товариства[65]
- Золота медаль Королівського астрономічного товариства (1996)[20][66][41]
- Жіноча й наукова нагорода Вейцмана[en] (1996)[67]
- Премія Грубера з космології (2002)[68][69]
- Медаль Кетрін Брюс від Тихоокеанського астрономічного товариства (2003)[70]
- Медаль Джеймса Крейга Вотсона від Національної академії наук США (2004)[71][49]
- Премія пам'яті Ріхтмаєра[72]
- Діксонська наукова премія[en][73]
- Національна наукова медаль США (1993)[44][74]
- Нагорода за досягнення протягом всього життя від Планетарію Адлера[75]
- Лекція Карла Янського від Національної радіоастрономічної обсерваторії[76]
- Лекція Генрі Норріса Рассела від Американського астрономічного товариства (1994)[77]
- Звання почесного доктора Гарвардського університету[44], Єльського університету[44], Сміт-коледжу[44], Гріннелльського коледжу[en][44] та Принстонського університету (2005)[35]

## Пам'ять

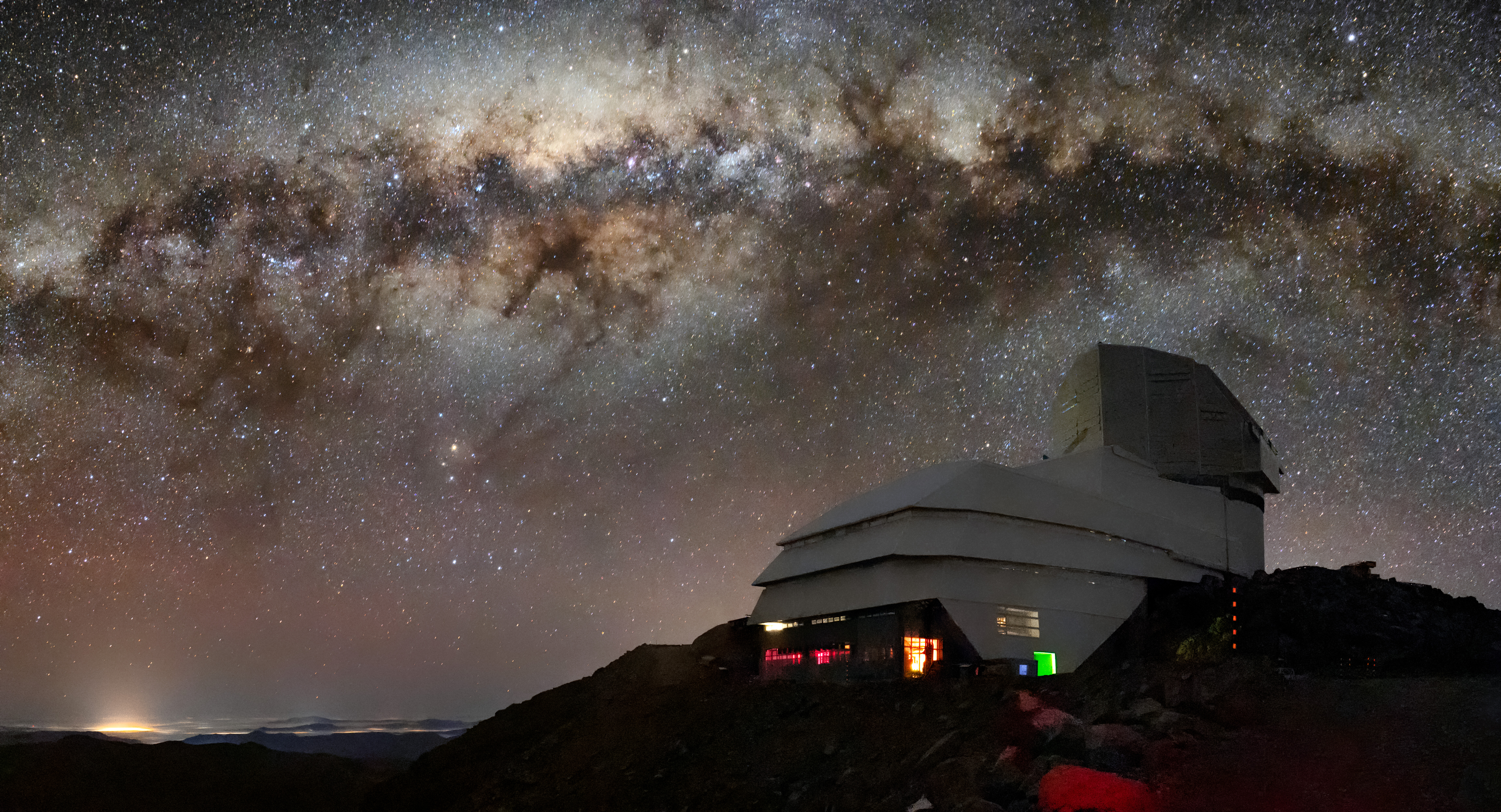
Обсерваторія Вери Рубін

- Інститут Карнегі створив фонд для постдоків на честь Рубін[52][78].
- Відділ динамічної астрономії Американського астрономічного товариства назвав на честь науковиці премію Вери Рубін за початок кар’єри[en][79][80].
- На її честь названі хребет Вери Рубін на Марсі та астероїд 5726 Рубін[81].
- У 2019 році на її честь назвали Обсерваторію Вери Рубін[82][83].
- У 2025 році Вері Рубін присвятили дизайн американської 25-центової монети[84][85].

## Вибрані публікації

### Книги
- Rubin, Vera (1997). Bright Galaxies, Dark Matters. Masters of Modern Physics. Woodbury, New York City: Springer Verlag/AIP Press. ISBN 978-1563962318.

### Статті
Нижче наведено невелику добірку найважливіших статей Вери Рубін. Всього вона опублікувала понад 150 наукових праць:
- Rubin, Vera; Ford, W. Kent Jr. (1970). Rotation of the Andromeda Nebula from a Spectroscopic Survey of Emission Regions. The Astrophysical Journal. 159: 379ff. Bibcode:1970ApJ...159..379R. doi:10.1086/150317.
- Rubin, Vera; Roberts, M. S.; Graham, J. A.; Ford Jr., W. K.; Thonnard, N. (1976). Motion of the Galaxy and the Local Group Determined from the Velocity Anisotropy of Distant Sc I Galaxies. I. The Data. The Astronomical Journal. 81: 687. Bibcode:1976AJ.....81..687R. doi:10.1086/111942.
- Rubin, Vera; Roberts, M. S.; Graham, J. A.; Ford Jr., W. K.; Thonnard, N. (1976). Motion of the Galaxy and the Local Group Determined from the Velocity Anisotropy of Distant Sc I Galaxies. II. The Analysis for the Motion. The Astronomical Journal. 81: 719ff. Bibcode:1976AJ.....81..719R. doi:10.1086/111943.
- Rubin, Vera; Thonnard, N.; Ford, Jr., W. K. (1980). Rotational Properties of 21 SC Galaxies With a Large Range of Luminosities and Radii, From NGC 4605 (R=4kpc) to UGC 2885 (R=122kpc). The Astrophysical Journal. 238: 471ff. Bibcode:1980ApJ...238..471R. doi:10.1086/158003.
- Rubin, Vera; Burstein, D.; Ford, Jr., W. K.; Thonnard, N. (1985). Rotation Velocities of 16 SA Galaxies and a Comparison of Sa, Sb, and SC Rotation Properties. The Astrophysical Journal. 289: 81ff. Bibcode:1985ApJ...289...81R. doi:10.1086/162866.
- Rubin, Vera; Graham, J. A.; Kenney, J.D. P. (1992). Cospatial Counterrotating Stellar Disks in the Virgo E7/S0 Galaxy NGC 4550. The Astrophysical Journal. 394: L9—L12. Bibcode:1992ApJ...394L...9R. doi:10.1086/186460.
- Rubin, Vera (1995). A Century of Galaxy Spectroscopy. The Astrophysical Journal. 451: 419ff. Bibcode:1995ApJ...451..419R. doi:10.1086/176230.

## Виноски
1. ↑  Ім'я «Vera» в залежності від вимови могло б передаватись українською як «Віра» або, менш імовірно, «Вера»[12]. Що ж стосується саме Рубін, то в україномовних джерелах зустрічаються обидва варіанти написання її імені. «Віра» вжита в «Історії астрономії» Климишина (2000)[13], «Вера» — в перекладеній науково-популярній книзі «Перше світло» Чепмен (2024)[14]. У пресі та на науково-популярних сайтах пишуть як «Вера»[15][16][17], так і «Віра»[18][19].